# Basal (filogènia)
En filogènia, un clade basal és el primer clade a ramificar-se en un clade més gran; apareix a la base d'un cladograma. Un grup basal forma un grup exterior respecte a la resta del clade, com es veu en l'exemple següent.
|  | Grup basal |
|  | |
|  | \| \| Grup no basal \| \| \| \| \| \| Grup no basal \| \| \| \| \| \| Grup no basal \| \| \| \| \| \| Grup no basal \| \| \| \| |
|  | |
|  | Grup no basal |
|  | |
|  | Grup no basal |
|  | |
|  | Grup no basal |
|  | |
|  | Grup no basal |
|  | |

El terme «basal» és preferible a «primitiu», que pot tenir connotacions incorrectes d'inferioritat o manca de complexitat.
El terme basal només es pot aplicar correctament a clades d'organismes, no a caràcters individuals que tinguin els organismes; tanmateix, se'l pot utilitzar incorrectament en la literatura tècnica. Mentre que el terme «basal» s'aplica als clades, els caràcters o trets se solen considerar derivats si estan absents del grup basal, però presents en altres grups. Aquesta assumpció només és correcta si el grup basal és una bona analogia per l'últim avantpassat comú del grup.
Per exemple, la família de plantes angiospermes de les amborel·làcies és considerada la més basal de totes les angiospermes vivents.
|  | Amborel·lals                                                                              |
|  |                                                                                           |
|  | \| \| Monocots \| \| \| \| \| \| Magnòlids \| \| \| \| \| \| Eudicotyledoneae \| \| \| \| |
|  |                                                                                           |
|  | Monocots                                                                                  |
|  |                                                                                           |
|  | Magnòlids                                                                                 |
|  |                                                                                           |
|  | Eudicotyledoneae                                                                          |
|  |                                                                                           |

|  | Monocots         |
|  |                  |
|  | Magnòlids        |
|  |                  |
|  | Eudicotyledoneae |
|  |                  |

Dins la família animal dels homínids, els goril·les són un grup exterior als ximpanzés i humans. Aquests tres organismes formen un clade, la subfamília dels hominins, de la qual els goril·les són els membres basals.
|  | \| \| Humans \| \| \| \| \| \| Ximpanzés \| \| \| \| |
|  |                                                      |
|  | Goril·les                                            |
|  |                                                      |
|  | Humans                                               |
|  |                                                      |
|  | Ximpanzés                                            |
|  |                                                      |

|  | Humans    |
|  |           |
|  | Ximpanzés |
|  |           |

Tanmateix, dins la família dels homínids, els orangutans formen un grup exterior a la subfamília dels hominins, el clade al qual pertanyen els goril·les, ximpanzés i humans.
|  | \| \| Humans \| \| \| \| \| \| Ximpanzés \| \| \| \| \| \| Goril·les \| \| \| \| |
|  |                                                                                  |
|  | Orangutans                                                                       |
|  |                                                                                  |
|  | Humans                                                                           |
|  |                                                                                  |
|  | Ximpanzés                                                                        |
|  |                                                                                  |
|  | Goril·les                                                                        |
|  |                                                                                  |

|  | Humans    |
|  |           |
|  | Ximpanzés |
|  |           |
|  | Goril·les |
|  |           |